# Euscorpiidae
Euscorpiidae – rodzina skorpionów. Obejmuje 25 gatunków zgrupowanych w 4 rodzajach

## Rodzaje
- Euscorpius
- Megacormus
- Plesiochactas
- Troglocormus